# Alexandru Saidac
Alexandru Saidac (n. 20 aprilie 1890- sat Tirioi com. Samarinești jud. Gorj – d. 14 aprilie 1974) a fost un general român, care a luptat în al doilea război mondial.
A absolvit Școala de Ofițeri în 1912.
A fost înaintat în 8 iunie 1936 la gradul de colonel și în 24 ianuarie 1942 la gradul de general de brigadă.
Conducător al bătăliei de la Stalingrad, fiind unul din cei patru generali al mareșalului Antonescu care au condus bătălia.
25 august - 24 septembrie 1944 este luat prizonier de Armata Roșie.
Înaltul comandament sovietic a interzis categoric orice discuție cu reprezentanții armatei române. Având acceptul lui Stalin, generalul Malinovski a ordonat comandamentelor și trupelor să nu acorde nicio atenție comportării trupelor române, să nu intre în tratative și să-și îndeplinească în continuare misiunile. În lipsa unui armistițiu, armata română era în continuare o forță inamică, iar non-combatul trupelor române după seara zilei de 23 august a fost considerat o capitulare fără condiții.
Comandamentele sovietice au recunoscut internarea a circa 26.000-40.000 de militari români. După multe insistențe din partea reprezentanților Marelui Stat Major român s-a reușit eliberarea, la 16 septembrie, doar a trei generali, 18 ofițeri și a 22 de gradați și soldați. Majoritatea proiectilelor germane și sovietice explodau în zona în care se găsea marea unitate română. Parlamentarii trimiși să discute cu comandamentele sovietice nu s-au mai întors, fiind reținuți, contrar oricăror reguli internaționale. A doua zi, unități de cavalerie și motorizate sovietice au atacat divizia, încercuind trupele și dezarmându-le. Majoritatea au fost luați prizonieri; în unele locuri s-a încercat o rezistență disperată.
În apropiere de Buhuși, la Săliște, în ziua de 24 august (1944), în jurul orei 15:00, la postul de comandă al Diviziei 1 infanterie s-a prezentat un colonel sovietic, care a declarat că a venit să-l salute pe generalul Alexandru Saidac.Primit la masă, a toastat pentru militarii români și a declarat că va interveni pentru a evita neînțelegerile cu comandamentele sovietice. Se părea că lucrurile vor decurge normal. Peste doar două ore, colonelul s-a întors, susținând că divizia nu se mai putea deplasa, ea trebuind să depună armele. Generalul Saidac a precizat că nu va putea executa acel ordin până nu va primi dispoziții de la comandamentul Corpului 5 armată, aflat în apropiere. Cum decizia a întârziat, la orele 22:00, colonelul sovietic a somat, prin intermediul unui interpret, să se depună armele în 15 minute, altfel tancurile sovietice vor intra în acțiune, precizând: „va curge mult sânge și în zadar”. Generalul Saidac a cerut răgaz până a doua zi. În loc de răspuns, comisarul politic i-a vorbit despre diviziile constituite din prizonieri români pe teritoriul Uniunii Sovietice, întrebându-l ce atitudine va urma, Saidac a replicat că nu va face altceva decât ce-i va ordona „guvernul țării mele și comandamentele mele legal superioare”. A fost arestat și îndreptat spre Roman. 
La 28 august (1944), generalul Saidac și alți generali și ofițeri superiori români au fost predați Marelui Stat Major al Armatei Române.
21 martie 1943 - 2 septembrie 1944 și 19 octombrie 1944 - 23 octombrie 1944- General de Brigadă, Comandantul Diviziei I-a Infanterie Instrucție.
24 octombrie 1944 - 31 octombrie 1944 comandant al Corpului de Cavalerie.
1944 Comandant adjunct al corpului 7 armată.
9 septembrie 1944 - Demobilizat
1947 - În retragere
1951 – 1953 Arestat - declarat trădător de război după cel de-al doilea război mondial, la scurt timp soția moare de o boală care a fost refuzată să îi fie tratată din cauza că era considerată soție de trădător. Generalul Saidac iese din închisoare și își primește scuzele de rigoare de la statul român.
Cavaler al ordinului "Mihai Viteazul" și întemeietorul primei manifestări anticomuniste din România.

## Decorații
- Ordinul „Steaua României” în gradul de ofițer (8 iunie 1940)[4]
- Ordinul „23 August” clasa a IV-a (10 august 1964) „pentru merite deosebite în opera de construire a socialismului, cu prilejul celei de a XX-a aniversări a eliberării patriei”[5]
- 1 decorație "Avântul Țării"
- 3 decorații "Coroana României"
- 1 decorație "Crucea Comemorativă"
- Medalia "Victoria" a Marelui Război
- Semnul onorific de aur pentru 25 ani împliniți în serviciul militar activ
- Semnul onorific pentru serviciul militar de 40 de ani
- 4 decorații "Steaua Romaniei"
- Ordinul "Mihai Viteazul"